# Gouverneur de La Réunion
Gouverneur de la Réunion est la fonction qu'exerçait autrefois les gouverneurs de l'ancienne île Bourbon sous le nom de gouverneur de Bourbon puis ceux de l'actuelle île de La Réunion avant qu'elle ne devienne un département d'outre-mer français en 1946 (et que la fonction disparaisse alors, remplacée par celle du préfet). Il manque beaucoup de date de naissance et de décès, principalement pour la Compagnie des Indes

## Pour le compte de laCompagnie des Indes
| Début             | Fin               | Gouverneur                                              |
| ----------------- | ----------------- | ------------------------------------------------------- |
| 5 août 1665       | 8 mai 1671        | Étienne Regnault (°XVIIe siècle-†1688)                  |
| 9 mai 1671        | Fin novembre 1674 | Jacques de La Heure (°XVIIe siècle-†1?)                 |
| Fin novembre 1674 | 17 juin 1678      | Henry Esse d'Orgeret (°XVIIe siècle-†1?)                |
| 18 juin 1678      | Janvier 1680      | Germain de Fleurimont Moulinier (°XVIIe siècle-†1?)     |
| Janvier 1680      | 1er décembre 1686 | F. Bernardin de Quimper (°XVIIe siècle-†1?)             |
| 2 décembre 1686   | 9 décembre 1689   | Jean-Baptiste Drouillard (°XVIIe siècle-†1?)            |
| 11 décembre 1689  | 26 novembre 1690  | Henri Habert de Vauboulon (°XVIIe siècle-†1692)         |
| 26 novembre 1690  | 2 juillet 1696    | Directoire de Saint-Paul                                |
| 1er août 1696     | 6 juin 1698       | Joseph Bastide (°XVIIe siècle-†1?)                      |
| 21 octobre 1699   | 13 mai 1701       | Jacques de La Cour (°XVIIe siècle-†1?)                  |
| 12 juin 1701      | 5 mars 1709       | Jean-Baptiste de Villiers (°XVIIe siècle-†1?)           |
| 7 mars 1709       | 24 mars 1710      | Michel François Des Bordes (°XVIIe siècle-†1?)          |
| 22 avril 1710     | 14 novembre 1715  | Antoine de Parat de Chaillenest (°XVIIe siècle-†1721)   |
| 4 décembre 1715   | 14 février 1718   | Henry de Justamond (°1683-†1735)                        |
| 6 septembre 1718  | 22 août 1723      | Joseph Beauvollier de Courchant (°XVIIIe siècle-†1?)    |
| 23 août 1723      | 1er décembre 1725 | Antoine Desforges-Boucher (°1680-†1725)                 |
| 2 décembre 1725   | 28 mai 1727       | Hélie Dioré (°XVIIe siècle-†1?)                         |
| 21 juillet 1727   | 11 juillet 1735   | Pierre-Benoît Dumas (°1696-†1746)                       |
| 12 juillet 1735   | 1er octobre 1735  | Bertrand-François Mahé de La Bourdonnais (°1699-†1753)  |
| 2 octobre 1735    | 30 septembre 1739 | Charles L'Emery Dumont (°XVIIe siècle-†1?)              |
| 11 novembre 1739  | 12 décembre 1743  | Pierre-André d'Héguerty (°1700-†1763)                   |
| 13 décembre 1743  | 8 mai 1745        | Didier de Saint-Martin (°XVIIe siècle-†1?)              |
| 15 mai 1745       | 31 octobre 1745   | Jean-Baptiste Azéma (°1696-†1745)                       |
| 1er novembre 1745 | 18 décembre 1745  | Didier de Saint-Martin (°XVIIe siècle-†1?)              |
| 29 décembre 1745  | 28 mars 1747      | Gérard Gaspard de Ballade (°XVIIe siècle-†1?)           |
| 14 avril 1747     | 11 novembre 1748  | Didier de Saint-Martin (°XVIIe siècle-†1?)              |
| 22 novembre 1748  | 17 mars 1749      | Gérard Gaspard de Ballade (°XVIIe siècle-†1?)           |
| 24 mai 1749       | 23 août 1749      | Antoine Marie Desforges-Boucher (°1715-†1790)           |
| 6 septembre 1749  | 16 octobre 1750   | Joseph Brenier (Administrateur) (d) (°XVIIe siècle-†1?) |
| 16 octobre 1750   | 14 décembre 1752  | Jean-Baptiste Charles Bouvet de Lozier (°1706-†1788)    |
| 12 juillet 1757   | 15 octobre 1757   | Antoine Marie Desforges-Boucher (°1715-†1790)           |
| 19 octobre 1757   | 6 septembre 1763  | Jean-Baptiste Charles Bouvet de Lozier (°1706-†1788)    |
| 7 septembre 1763  | 14 octobre 1763   | Jean Sentuary (°1711-†1784)                             |
| 5 novembre 1763   | 30 mars 1767      | François Jacques Bertin (°XVIIe siècle-†1?)             |
| 31 mars 1767      | 4 novembre 1767   | Martin Adrien Bellier (°1718-†1793)                     |

## Pour le compte duroi de France
| Début             | Fin             | Gouverneur                                       |
| ----------------- | --------------- | ------------------------------------------------ |
| 1er novembre 1767 | 26 juillet 1772 | Guillaume Léonard de Bellecombe (°1728-†1792)    |
| 20 octobre 1772   | 4 mars 1773     | De Savourin (°1?-†1?)                            |
| 27 juillet 1773   | 4 octobre 1773  | Guillaume Léonard de Bellecombe (°1728-†1792)    |
| 15 décembre 1773  | 15 octobre 1776 | Jean Guillaume de Steynauer (°1?-†1?)            |
| 26 octobre 1776   | 30 avril 1779   | François de Souillac (°1732-†1803)               |
| 25 mai 1779       | 22 août 1781    | Joseph Murinay, comte de Saint-Maurice (°1?-†1?) |
| 25 août 1781      | 21 avril 1785   | Joseph Chalvet, baron de Souville (°1?-†1?)      |
| 2 mai 1785        | 15 février 1788 | Élie Dioré (d) (1727-1803)                       |
| 21 février 1788   | 15 août 1790    | David Charpentier de Cossigny (°1740-†1801)      |

## Pendant lapériode révolutionnaireet occupationbritannique
| Début            | Fin               | Gouverneur                                                 |
| ---------------- | ----------------- | ---------------------------------------------------------- |
| 8 septembre 1790 | 18 octobre 1792   | Prosper de Chermont (°1741-†1798)                          |
| 19 octobre 1792  | 11 avril 1794     | Jean-Baptiste Vigoureux Duplessis (°1735-†1825)            |
| 12 avril 1794    | 1er novembre 1795 | Pierre Alexandre Roubaud (°XVIIe siècle-†1?)               |
| 2 novembre 1795  | 7 octobre 1803    | Philippe Antoine Jacob de Cordemoy (°1735-†1820)           |
| 10 novembre 1803 | 31 décembre 1805  | François-Louis Magallon (°1754-†1825)                      |
| 9 janvier 1806   | 25 septembre 1809 | Nicolas Ernault des Bruslys (°1757-†1809)                  |
| 9 octobre 1809   | 8 juillet 1810    | Jean-Chrysostôme Bruneteau de Sainte-Suzanne (°1773-†1820) |
| 9 juillet 1810   | 20 décembre 1810  | Robert Townsend Farquhar (°1776-†1830)                     |
| 20 décembre 1810 | 26 avril 1811     | Henry Sheehy Keating (°1775-†1847)                         |
| 26 avril 1811    | 10 juillet 1811   | Robert Townsend Farquhar (°1776-†1830)                     |
| 10 juillet 1811  | 5 avril 1815      | Henry Sheehy Keating (°1775-†1847)                         |

## De laRestaurationauSecond Empire
| Début             | Fin               | Gouverneur                                                 |
| ----------------- | ----------------- | ---------------------------------------------------------- |
| 6 avril 1815      | 30 juin 1817      | Athanase Hyacinthe Bouvet de Lozier (°1777-†1854)          |
| 1er juillet 1817  | 9 septembre 1818  | Hilaire Urbain de Laffite du Courteil (°XVIIIe siècle-†1?) |
| 13 septembre 1818 | 14 février 1821   | Pierre Bernard Milius (°1773-†1829)                        |
| 15 février 1821   | 14 octobre 1826   | Louis-Henri de Freycinet (°1777-†1840)                     |
| 20 octobre 1826   | 4 juillet 1830    | Achille Guy Marie, Comte de Cheffontaines (°1766-†1835)    |
| 5 juillet 1830    | 7 novembre 1832   | Étienne-Henri Mengin du Val d'Ailly (°1778-†1865)          |
| 8 novembre 1832   | 4 mai 1838        | Jacques Philippe Cuvillier (°1774-†1857)                   |
| 5 mai 1838        | 14 octobre 1841   | Anne Chrétien Louis de Hell (°1783-†1864)                  |
| 15 octobre 1841   | 4 juin 1846       | Charles Louis Joseph Bazoche (°1784-†1853)                 |
| 5 juin 1846       | 13 octobre 1848   | Joseph Graeb (°1790-†1850)                                 |
| 13 octobre 1848   | 7 mars 1850       | Joseph Napoléon Sébastien Sarda Garriga (°1808-†1877)      |
| 9 mars 1850       | 15 avril 1850     | Marie-Bon-Ézéchiel Barolet de Puligny (°1803-†1877)        |
| 15 avril 1850     | 8 août 1852       | Louis Isaac Pierre Hilaire Doret (°1789-†1866)             |
| 8 août 1852       | 8 janvier 1858    | Louis Henri Hubert-Delisle (°1811-†1881)                   |
| 11 janvier 1858   | 27 mars 1858      | Lefevre (°XVIIIe siècle-†1?)                               |
| 28 mars 1858      | 19 septembre 1863 | Rodolphe Augustin, baron Darricau (°1807-†1877)            |
| 4 janvier 1865    | 23 octobre 1869   | Marie Jules Dupré (°1813-†1881)                            |
| 27 septembre 1869 | 18 septembre 1875 | Louis Hippolyte de Lormel (°1809-†1888)                    |

## Sous laTroisième République
| Début             | Fin               | Gouverneur                                            |
| ----------------- | ----------------- | ----------------------------------------------------- |
| 19 novembre 1875  | 29 avril 1879     | Pierre Aristide Faron (°1814-†1889)                   |
| 6 mai 1879        | 23 mars 1886      | Pierre Étienne Cuinier (°1824-†1888)                  |
| 11 octobre 1886   | 16 décembre 1887  | Étienne Richaud (°1841-†1889)                         |
| 16 décembre 1887  | 21 août 1888      | Jean-Baptiste Antoine Lougnon (°XIXe siècle-†1?)      |
| 22 août 1888      | 7 mai 1891        | Édouard Manès (°1835-†1898)                           |
| 7 mai 1891        | 20 novembre 1891  | Jean-Baptiste Antoine Lougnon (°XIXe siècle-†1?)      |
| 20 novembre 1891  | 10 juillet 1893   | Édouard Manès (°1835-†1898)                           |
| 11 juillet 1893   | 21 juin 1895      | Henri Éloi Danel (°1850-†1900)                        |
| 22 juin 1895      | 12 août 1895      | Henri Roberdeau (°1849-†1916)                         |
| 13 août 1895      | 19 mai 1896       | Benedict Jacob de Cordemoy (°XIXe siècle-†1?)         |
| 19 mai 1896       | 30 octobre 1900   | Laurent Marie Émile Beauchamps (°XIXe siècle-†1?)     |
| 30 octobre 1900   | 19 février 1901   | Charles André Madre (°XIXe siècle-†1?)                |
| 19 février 1901   | 29 juillet 1905   | Paul Samary (°1848-†1911)                             |
| 29 juillet 1905   | 30 août 1906      | Fernand Théron (°XIXe siècle-†1?)                     |
| 30 août 1906      | 7 novembre 1906   | Marius Verignon (°XIXe siècle-†1?)                    |
| 8 novembre 1906   | 27 décembre 1907  | Adrien Bonhoure (°1860-†1929)                         |
| 1er janvier 1908  | 19 mars 1908      | Henri Cor (°1864-†1932)                               |
| 19 mars 1908      | 18 janvier 1910   | Camille Guy (°1860-†1929)                             |
| 18 janvier 1910   | 17 septembre 1910 | Philippe Émile Jullien (°1845-†1912)                  |
| 11 juillet 1910   | 28 juillet 1910   | Marie Joachim Stanislas Sice (°XIXe siècle-†1?)       |
| 18 septembre 1910 | 28 juillet 1912   | François Pierre Rodier (°XIXe siècle-†1?)             |
| 30 août 1912      | 22 novembre 1913  | Hubert Auguste Garbit (°1869-†1933)                   |
| 23 novembre 1913  | 1er juin 1919     | Pierre Louis Alfred Duprat (°1866-†1953)              |
| 2 juin 1919       | 26 juillet 1920   | Victor Jean Brochard (par intérim) (°XIXe siècle-†1?) |
| 27 juillet 1920   | 5 septembre 1922  | Frédéric Estèbe (°1863-†1936)                         |
| 6 septembre 1922  | 21 août 1923      | Henri Cleret de Langavant (°XIXe siècle-†1?)          |
| 22 août 1923      | 2 octobre 1924    | Maurice Lapalud (°1868-†1935)                         |
| 31 mars 1925      | 10 septembre 1928 | Jules Vincent Repiquet (°XIXe siècle-†1?)             |
| 10 septembre 1928 | 17 mai 1930       | Louis Fabre (°XIXe siècle-†1?)                        |
| 17 mai 1930       | 28 novembre 1932  | Jules Vincent Repiquet (°XIXe siècle-†1?)             |
| 28 novembre 1932  | 13 juin 1934      | Louis Fabre (°XIXe siècle-†1?)                        |
| 14 juin 1934      | 29 mai 1936       | Alphonse Choteau (°XIXe siècle-†1?)                   |
| 29 mai 1936       | 16 août 1936      | Charles Victor Allard (°XIXe siècle-†1?)              |
| 17 août 1936      | 27 octobre 1938   | Léon Hippolyte Truitard (°XIXe siècle-†1?)            |
| 28 octobre 1938   | 29 décembre 1939  | Joseph Court (°1882-†1948)                            |
| 30 décembre 1939  | 1er décembre 1942 | Pierre Émile Aubert (°1888-†1972)                     |
| 1er décembre 1942 | 17 juillet 1947   | André Capagorry (°1894-†1981)                         |